# Tägertschi
Tägertschi (toponimo tedesco) è una frazione di 386 abitanti del comune svizzero di Münsingen, nel Canton Berna (regione di Berna-Altipiano svizzero, circondario di Berna-Altipiano svizzero).

## Storia

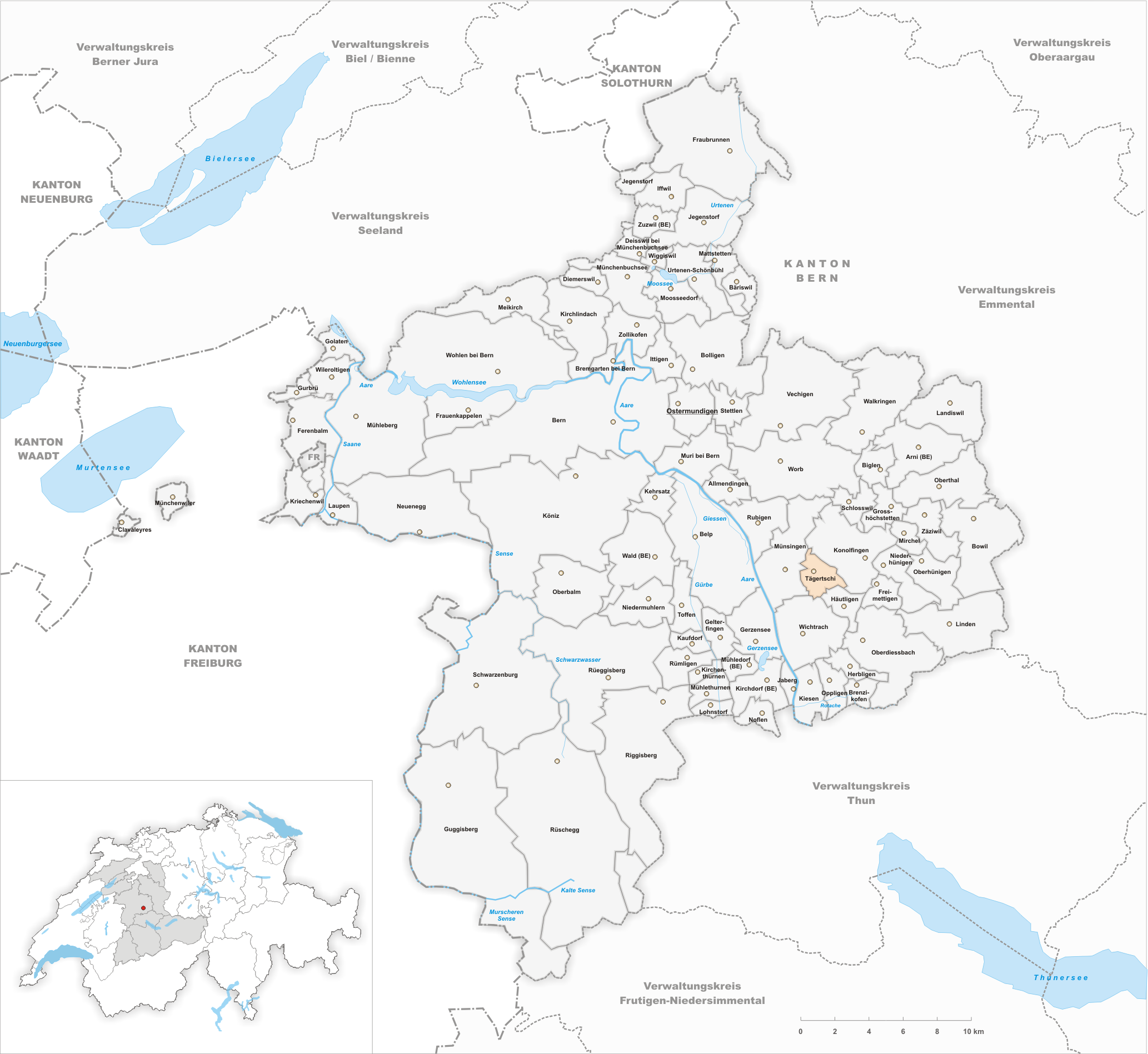
Il territorio del comune di Tägertschi prima degli accorpamenti comunali del 2017

Già comune autonomo che si estendeva per 3,6 km², che nel 1923 aveva inglobato la località di Ämligen, fino ad allora frazione di Stalden im Emmental, e che comprendeva anche il quartiere di Station Tägertschi, il 1° gennaio 2017 è stato accorpato a Münsingen.

## Società

### Evoluzione demografica
L'evoluzione demografica è riportata nella seguente tabella:
Abitanti censiti

## Infrastrutture e trasporti

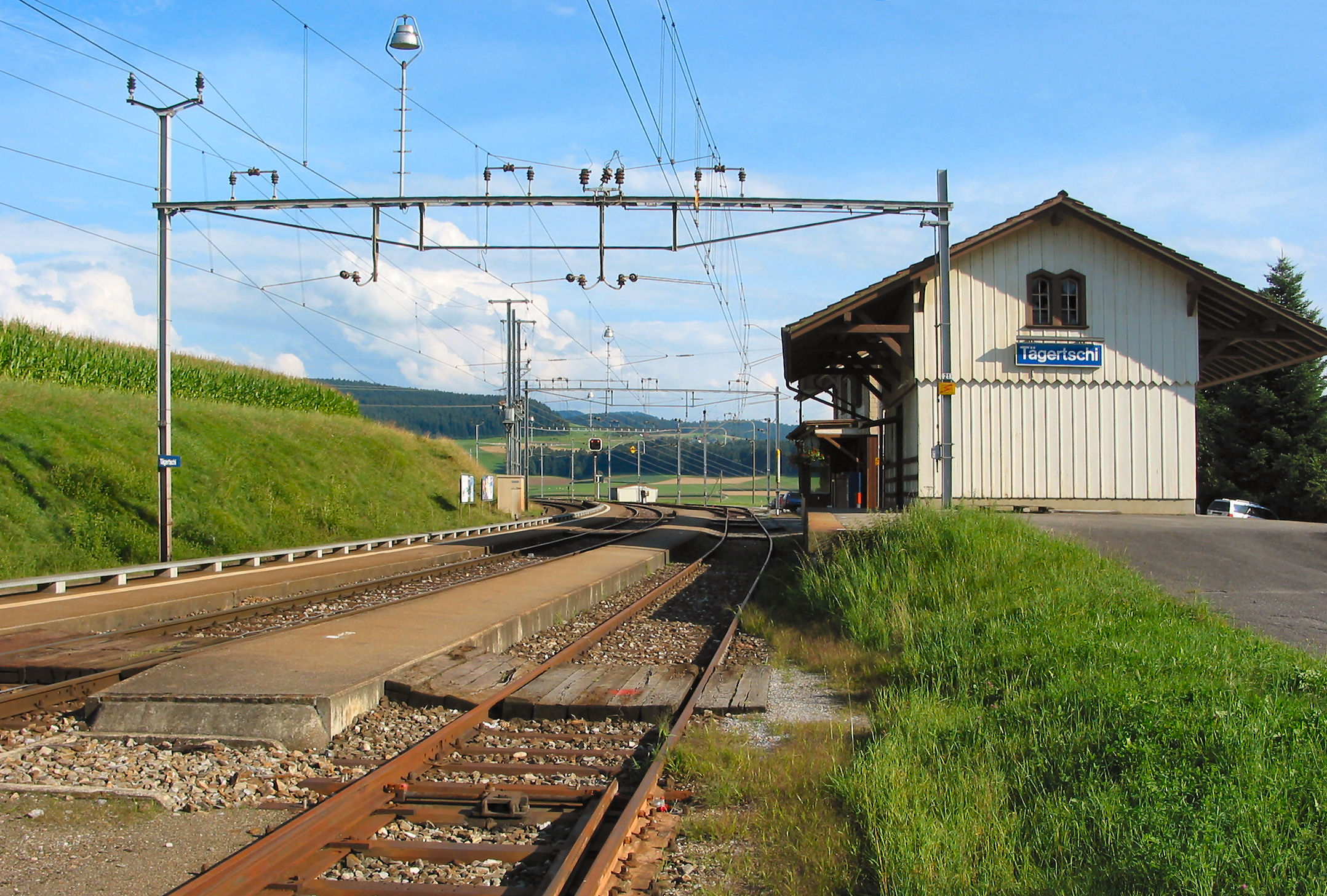
La stazione di Tägertschi

Tägertschi è servito dall'omonima stazione sulla ferrovia Berna-Lucerna.

## Amministrazione
Ogni famiglia originaria del luogo fa parte del cosiddetto comune patriziale e ha la responsabilità della manutenzione di ogni bene ricadente all'interno dei confini del comune.